# Nikolaus Davis
Nikolaus Johannes Davis (auch Nicolaus Davis, griechisch Νικόλαος Δάβης Nikolaos Dávis, * 1. Januar 1883 auf Amorgos; † 4. August 1967 in Ebersberg) war ein griechischer Genre- und Landschaftsmaler und als solcher Vertreter der Münchner Schule.

## Biografie
Wie viele der akademischen griechischen Maler stammte auch Davis von den Kykladen und zwar von der Insel Amorgos, wo er als Sohn eines Kaufmanns aufwuchs. Anschließend studierte er in Athen und ging 1908 nach München, wo er bei Carl von Marr und Ludwig von Löfftz an der Akademie studierte. Anschließend wurde er Mitglied der Münchner Künstlergenossenschaft. Sein Atelier hatte er in der Bauerstr. 7 in Schwabing, dem damaligen Künstlerviertel Münchens.
Im Glaspalast war er erstmals 1914 vertreten. Nach dem Krieg stellte er erneut im Glaspalast aus: 1918, 1919, 1922 und 1925. Seinen Lebensabend verbrachte er in Ebersberg bei München.

## Werk
Wenngleich sein Werk nicht sehr umfangreich, so gilt es doch als vielfältig. Die wenigen maritimen Motive haben ihren Ursprung wohl in der griechischen Inselwelt, viele Motive stammen aus dem Leben und der Landschaft Bayerns, so gehörte er auch zu den Chiemseemalern.
Als gläubiger Katholik malte Davis auch religiöse Motive, orientierte sich hierbei jedoch sehr stark an Altmeistern und verzichtete auf eigene Interpretationen, beispielsweise Christus am Kreuz (1918, nach Rubens) oder der die Beweinung Christi (1919, nach van Dyck).
Die Stillleben mit Wild und Blumenstillleben von Nikolaus Davis fanden zwischen 1910 und 1920 große Verbreitung als Reproduktionen auf Postkarten. So etwa der Tote Hase auf dem Küchentisch, die Chrysanthemen in Vase oder das Blumenstillleben in blauer Vase.

### Einzelne Werke
- Knabenakt, Öl, Glaspalast (München) 1914
- Der Weltkrieg – Ein Dankgebet, 1914 (Reproduktion als Postkartenmotiv vertrieben)
- Messingschale mit Glasvase, Öl, Glaspalast 1918
- Acht Äpfel (Stillleben)
- Chiemseefischer (ehemals Sammlung Heinrich Hausmann)
- Chiemsee mit Boot
- Voralpenlandschaft
- Dreimaster bei stürmischer See
- Two masted bargue in full sail